# Celio (tienda)
Celio es una cadena de tiendas de ropa para hombre, de origen francés, fundada por Maurice Grosman en 1985, y desarrollada por sus dos hijos Marc Grosman (director de Altadis, Calvin Klein y Bata) y Laurent Grosman.

## Presencia mundial
| - Marruecos: 16 - Túnez: 11 - Costa de Marfil: 3 - Libia: 2 - Mauricio: 2 - Senegal: 2 - Argelia: 1 - Camerún: 1 - Congo: 2 - Gabón: 1 - Nigeria: 1 - Reunión: 1 | - Chile: 0 (todas las tiendas en Chile cerraron) - Colombia: 8 - Panamá: 0 - Martinica: 2 - Guatemala: 2 - Bolivia: 1 - México: 5 - Canadá: 1 | - India: 131 - Israel: 25 - Tailandia: 16 - Taiwán: 14 - Arabia Saudita: 12 - Filipinas: 7 - Jordania: 3 - Baréin: 2 - Kuwait: 2 - Líbano: 2 - Kazajistán: 1 - Malaysia: 1 - Mongolia: 1 - Catar: 1 - Uzbekistán: 1 | - Francia: 555 - Italia: 79 - España: 56 - Bélgica: 36 - Rusia: 26 - República Checa: 13 - Bulgaria: 7 - Polonia: 6 - Chipre: 5 - Ucrania: 5 - Albania: 4 - Grecia: 4 - Lituania: 4 - Moldavia: 3 - Rumania: 3 - Eslovaquia: 3 - Andorra: 2 - Malta: 2 - Armenia: 2 - Azerbaiyán: 1 - Georgia: 1 - Bielorrusia: 1 - Luxemburgo: 1 - Macedonia: 1 |